# Linda atricornis
Linda atricornis är en skalbaggsart som beskrevs av Maurice Pic 1924. Linda atricornis ingår i släktet Linda och familjen långhorningar. Inga underarter finns listade i Catalogue of Life.